# Chino suzhounés

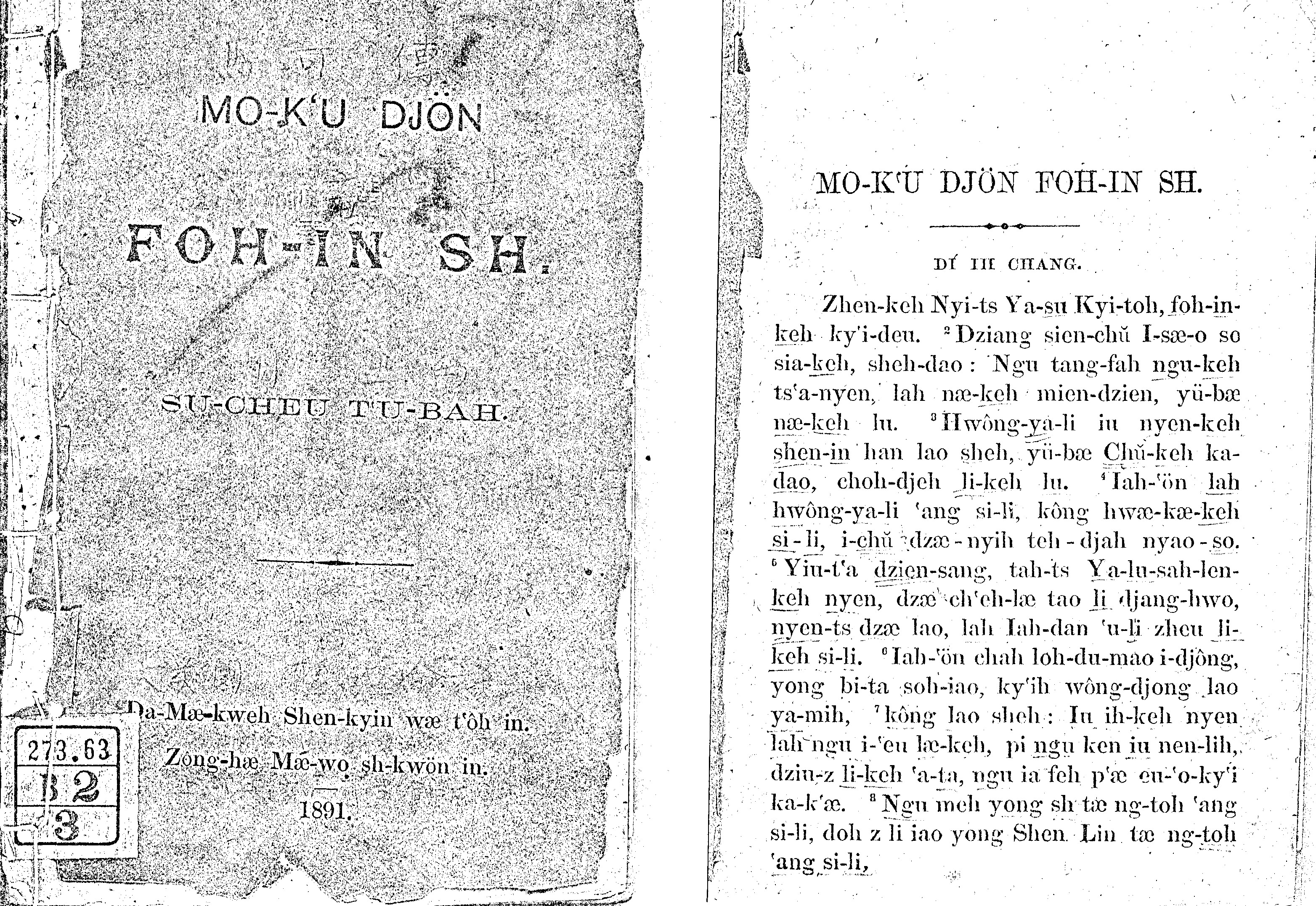
El Evangelio según San Marcos en suzhounés, de finales del siglo XIX

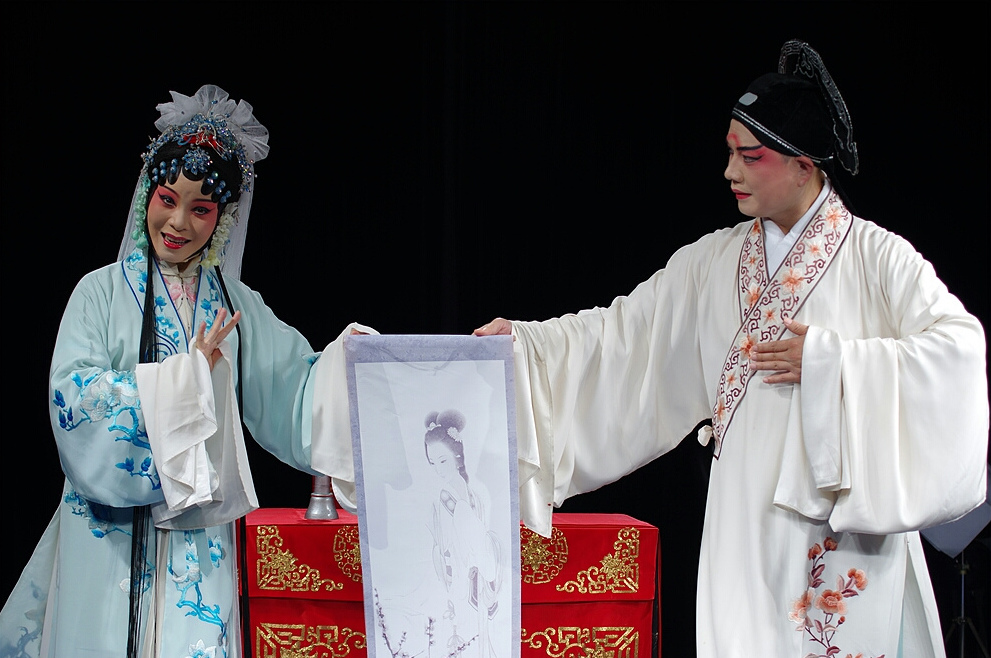
Escena de "El pabellón de las peonías". La ópera kunqu se representa originalmente en suzhounés

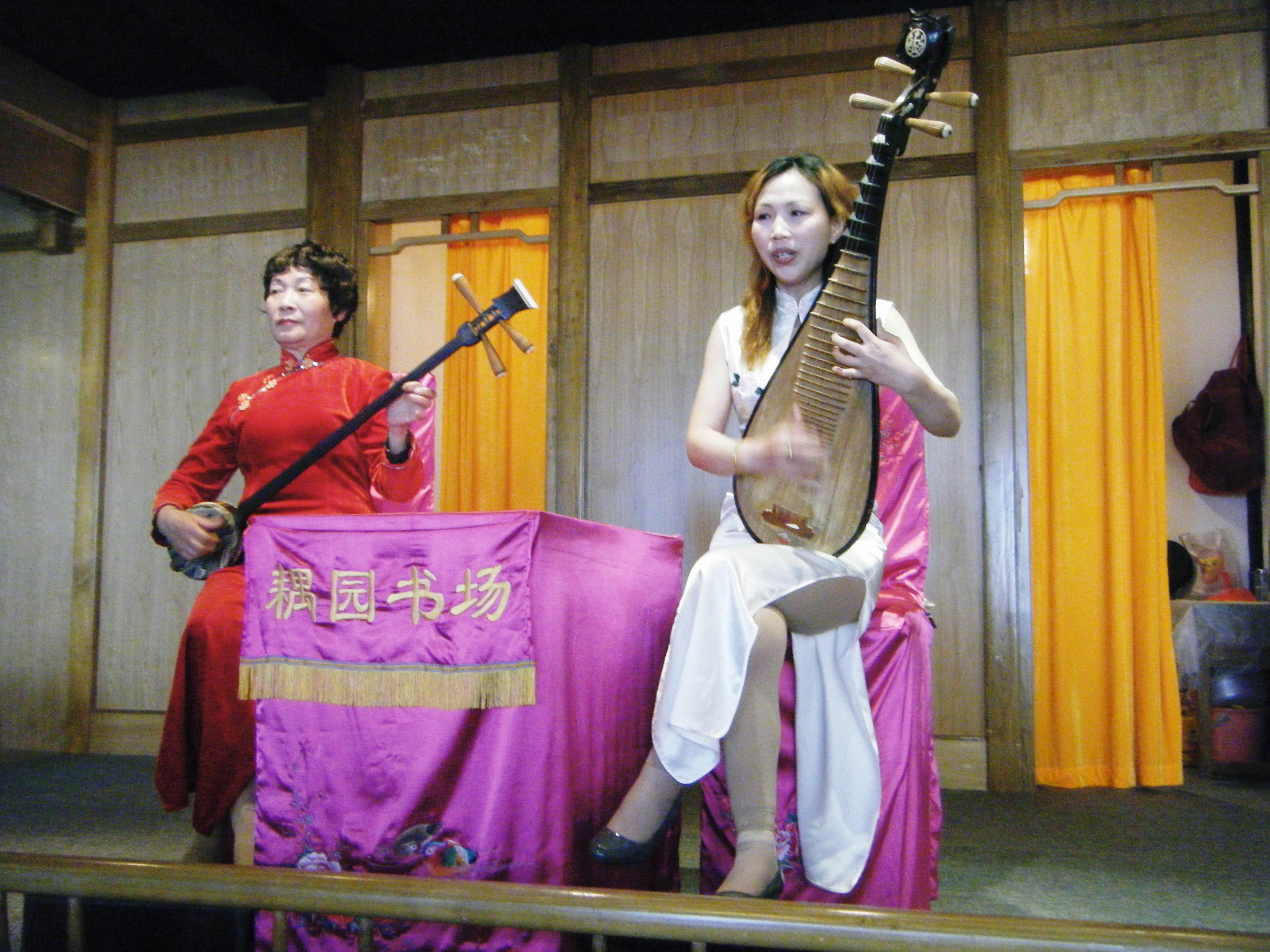
En el pingtan de Suzhou se narran cuentos (pingshu) en prosa y cantando acompañados de erhu y pipa

El suzhounés (苏州闲话, Sou-tseu ghé-ghô) es la variedad de chino que se habla tradicionalmente en la ciudad de Suzhou en Jiangsu, China. El suzhounés es una variedad del chino Wu y tradicionalmente se consideraba el dialecto de prestigio del chino Wu. El suzhounés tiene un gran inventario de vocales y es relativamente conservador en las iniciales al preservar las consonantes sonoras del chino medio.

## Distribución
El suzhounés se habla en la propia ciudad y sus alrededores, incluidos los inmigrantes de la cercana Shanghái.
El suzhounés es mutuamente inteligible con los dialectos de ciudades satélite como Kunshan, Changshu y Zhangjiagang, así como con los dialectos hablados en Wuxi y Shanghai. También es parcialmente inteligible con otras áreas de la esfera cultural wu como Hangzhou y Ningbo. Sin embargo, no es mutuamente inteligible con el cantonés ni con el mandarín estándar. No obstante, como todas las escuelas públicas y la mayoría de medios de comunicación en Suzhou utilizan exclusivamente el mandarín, casi todos los hablantes del dialecto son al menos bilingües. Debido a la migración dentro de China, muchos residentes de la ciudad no hablan el dialecto local, pero suelen llegar a entenderlo en cuestión de meses o años en la zona.

## Gramática

### Pronombres personales
Los pronombres personales son: 
| Pronombre | Número   | Palabra | Pinyin   | AFI      |
| --------- | -------- | ------- | -------- | -------- |
| 1er       | Singular | 吾      | ngou6    | ŋəu      |
| 1er       | Plural   | 伲      | gni6     | n'i      |
| 2do       | Singular | 倷      | ne6      | nordeste |
| 2do       | Plural   | 唔笃    | n6 toq7  | norte aʔ |
| 3ero      | Singular | 俚      | li1      | li       |
| 3ero      | Singular | 俚倷    | li1 ne6  | línea    |
| 3ero      | Singular | 唔倷    | n1 ne6   | norte ne |
| 3ero      | Plural   | 俚笃    | li1 toq7 | li toʔ   |

Los pronombres de segunda y tercera persona usan el sufijo 笃 [toʔ] para el plural. La primera persona del plural tiene una raíz separada, 伲 [nʲi]. 

### Demostrativo
| Proximal | Proximal | Neutral | Neutral | Distal | Distal |
| -------- | -------- | ------- | ------- | ------ | ------ |
| 哀       | e1       | 搿      | geq8    | 弯     | ue1    |
| 该       | ke1      | 搿      | geq8    | 归     | kue1   |

Tanto 哀 y 该 como 弯 y 归 significan exactamente lo mismo y solo difieren en la pronunciación. El uso del pronombre demostrativo neutro queda claro una vez que se usan demostrativos proximales y neutros.
- 哀杯茶是吾葛,掰杯茶是僚葛,弯杯茶是俚葛.

Cuando "搿" se refiere a tiempo, no hace falta utilizar el proximal y el distal en oposición. El papel del demostrativo neutral es obvio.
- 抗战是民国二十六年到民国三十四年，掰歇(弯歇)辰光日脚勿好过。

En esta oración, "掰歇(弯歇)" no se puede reemplazar por "哀歇" porque la Guerra Antijaponesa ocurrió hace varias décadas, por lo que solo se puede usar el demostrativo neutral o distal, no el proximal.
Cuando no se hace referencia a tiempo, se pueden intercambiar el "哀" proximal y el demostrativo neutral "掰". Por ejemplo, el "掰" en "掰个人勿认得" se puede reemplazar por "哀".
"哀", "该", "掰", "弯" y "归" no pueden usarse como sujetos u objetos solos, sino que deben combinarse con cuantificadores, palabras locativas, etc.
| Suzhou | Suzhou    | Mandarín | Español           |
| ------ | --------- | -------- | ----------------- |
| 哀葛   | e1 keq7   | 这个     | esto (cosa)       |
| 哀点   | e1 tie3   | 这些     | estos             |
| 哀歇   | e1 shieq3 | 这时候   | esto (momento)    |
| 哀呛   | e1 tie3   | 这阵子   | esto (periodo)    |
| 哀面   | e1 mie6   | 这边     | esto (lado)       |
| 哀搭   | e1 taeq7  | 这里     | este lugar (aquí) |

Frases de ejemplo:
- 哀歇啥辰光则？

现在什么时候了？ ¿Qué hora es (en este momento)?
- 哀呛倷身体好啘？

现阵子你身体好吗？ ¿Cómo estás (ahora)?

## Fonología

### Iniciales
|           |          | Labial | Dental / Alveolar | Alveolo-palatal | Velar | glotal |
| --------- | -------- | ------ | ----------------- | --------------- | ----- | ------ |
| Nasal     | Nasal    | m      | n                 | n̠ʲ              | ŋ     |        |
| Oclusiva  | tenuis   | p      | t                 |                 | k     | ʔ      |
| Oclusiva  | aspirada | pʰ     | tʰ                |                 | kʰ    |        |
| Oclusiva  | sonora   | b      | d                 |                 | ɡ     |        |
| Africada  | tenuis   |        | ts                | tɕ              |       |        |
| Africada  | aspirada |        | tsʰ               | tɕʰ             |       |        |
| Africada  | sonora   |        |                   | dʑ              |       |        |
| Fricativa | sorda    | f      | s                 | ɕ               |       | h      |
| Fricativa | sonora   | v      | z                 |                 |       | ɦ      |
| Lateral   | Lateral  |        | l                 |                 |       |        |

El suzhounés tiene una serie de oclusivas sonoras, sordas y aspiradas y de fricativas sordas y sonoras. Además, también aparecen iniciales palatalizadas.

### Finales
|               | Anterior   | Anterior | Central  | Posterior |
| sin redondear | Redondeado |          | Central  | Posterior |
| ------------- | ---------- | -------- | -------- | --------- |
| Cerrada       | /i/        | /y/      |          |           |
| Semicerrada   | /ɪ/        | /ʏ/      | /ɵ/      | /ʊ/       |
| Media         | /ɛ/        |          | /ə/      | /o/       |
| Abierta       | /æ/        |          | /a/      | /ɑ/       |
| Diptongo      | /øʏ, oʊ/   | /øʏ, oʊ/ | /øʏ, oʊ/ | /øʏ, oʊ/  |

| Coda   | Coda   | Abierta | Abierta | Abierta | Nasal | Nasal | Nasal | Nasal | Oclusiva glotal | Oclusiva glotal | Oclusiva glotal | Oclusiva glotal |
| Medial | Medial | ∅       | j       | w       | ∅     | j     | w     | ɥ     | ∅               | j               | w               | ɥ               |
| ------ | ------ | ------- | ------- | ------- | ----- | ----- | ----- | ----- | --------------- | --------------- | --------------- | --------------- |
| Nucleo | i      | i       |         |         | iɲ    |       |       |       |                 |                 |                 |                 |
| Nucleo | y      | y       |         |         |       |       |       |       |                 |                 |                 |                 |
| Nucleo | ɪ      |         | jɪ      |         |       |       |       |       |                 |                 |                 |                 |
| Nucleo | ʏ      | ʏ       | jʏ      |         | ʏɲ    |       |       |       |                 |                 |                 |                 |
| Nucleo | ɵ      | ɵ       | jɵ      | wɵ      |       |       |       |       |                 |                 |                 |                 |
| Nucleo | ʊ      | ʊ       |         |         |       |       |       |       |                 |                 |                 |                 |
| Nucleo | ɛ      | ɛ       |         | wɛ      |       |       |       |       |                 |                 |                 |                 |
| Nucleo | ə      |         |         |         | ən    |       | wən   | ɥən   | əʔ              | jəʔ             | wəʔ             | ɥəʔ             |
| Nucleo | o      | o       | jo      |         | oŋ    | joŋ   |       |       | oʔ              | joʔ             |                 |                 |
| Nucleo | oʊ     | oʊ      |         |         |       |       |       |       |                 |                 |                 |                 |
| Nucleo | æ      | æ       | jæ      |         |       |       |       |       |                 |                 |                 |                 |
| Nucleo | a      |         |         |         | ã     | jã    | wã    |       | aʔ              | jaʔ             | waʔ             | ɥaʔ             |
| Nucleo | ɑ      | ɑ       | jɑ      | wɑ      | ɑ̃     | jɑ̃    | wɑ̃    |       | ɑʔ              | jɑʔ             |                 |                 |

Continuantes silábicas: [z̩] [z̩ʷ] [β̩~v̩] [m̩] [ŋ̩] [l̩]
Notas:
- El suzhounés tiene un raro contraste entre "vocales fricativas" [i, y] y vocales ordinarias [ɪ, ʏ].
- /j/ se pronuncia como [ɥ] delante de vocales redondeadas.

Del chino medio los finales [-ŋ] se conservan mientras que [-n] y [-m] solo a veces. Los finales con [-p -t -k] se han convertido en oclusivas glotales, [-ʔ].
En suzhounés, [gə] es un demostrativo especial que se usa junto con un conjunto separado de demostrativos proximales y distales. [gə] puede indicar referentes que aparecen en la situación de habla, que puede estar cerca o lejos del centro deíctico, y bajo estas condiciones, [gə] siempre se usa en combinación con gestos. Por tanto, [gə] puede cumplir funciones tanto proximales como distales. 

### Tonos
Se considera que el suzhounés tiene siete tonos. Sin embargo, dado que la división de tonos data del chino medio todavía depende de la sonoridad de la consonante inicial. Los tonos yang solo se encuentran con iniciales sonoras: [b d ɡ z v dʑ ʑ m n nʲ ŋ l ɦ], mientras que los tonos yin solo se encuentran con iniciales sordas. Estos constituyen sólo tres tonos fonémicos: ping, shang y qu. (Las sílabas ru son fonémicamente monotonales.)
| Número del tono | Nombre del tono  | Letras de tono |
| --------------- | ---------------- | -------------- |
| 1               | yin ping (阴平)  | ˦ (44)         |
| 2               | yang ping (阳平) | ˨˨˦ (224)      |
| 3               | shang (阴上)     | ˥˨ (52)        |
| 4               | yin qu (阴去)    | ˦˩˨ (412)      |
| 5               | yang qu (阳去)   | ˨˧˩ (231)      |
| 6               | yin ru (阴入)    | ˦ʔ (4)         |
| 7               | yang ru (阳入)   | ˨˧ʔ (23)       |

En el suzhounés, el tono 阴上 del chino medio se ha fusionado parcialmente con el tono 阴去 moderno. Por otra parte, el tono 阳上 se ha fusionado completamente con el tono 阳去. Por lo tanto, 买 y 卖 tienen exactamente la misma pronunciación en lecturas literarias y coloquiales.

#### Sandhi
El  sandhi tonal del suzhounés introduce 4 tonos completamente nuevos. ˧ (33), ˨˩ (21), ˨˩˨ (212), y ˨ʔ (2).

## Literatura.

### Baladas-narrativas
Una "balada-narrativa" (說唱詞話</link>) conocida como "La historia de Xue Rengui cruzando el mar y pacificando Liao" (薛仁貴跨海征遼故事), que trata sobre un héroe Tang, Xue Rengui, se cree que fue escrito en el dialecto de Suzhou. 

### Novelas
Han Bangqing escribió Vidas de flores de Shanghai, una de las primeras novelas wu, en suzhounés. Suzhou sirve como un impulso importante para que Han escriba la novela. El dialecto de Suzhou se utiliza en métodos innovadores para demostrar el espacio y el tiempo urbanos, así como la estética narrativa interrumpida, convirtiéndolo en una parte integral de un esfuerzo, que se presenta como algo nuevo fundamental y consciente.  La novela de Han también inspiró a otros autores a escribir en wu.